# Jamie Demetriou
Jamie Demetriou (Londra, 1º novembre 1987) è un comico, attore e sceneggiatore britannico.

## Vita privata
Ha una sorella, Natasia, anche lei comica e sceneggiatrice, con cui spesso collabora.

## Filmografia

### Cinema
- Paddington 2, regia di Paul King (2017)
- Game Over, Man!, regia di Kyle Newacheck (2018)
- Eurovision Song Contest - La storia dei Fire Saga (Eurovision Song Contest: The Story of Fire Saga), regia di David Dobkin (2020)
- Crudelia (Cruella), regia di Craig Gillespie (2021)
- Il visionario mondo di Louis Wain (The Electrical Life of Louis Wain), regia di Will Sharpe (2021)
- Pinocchio, regia di Robert Zemeckis (2022)
- Catherine (Catherine Called Birdy), regia di Lena Dunham (2022)
- Barbie, regia di Greta Gerwig (2023)
- Back in Action, regia di Seth Gordon (2025)
- I Roses (The Roses), regia di Jay Roach (2025)
- Jay Kelly, regia di Noah Baumbach (2025)

### Televisione
- Lovesick – serie TV, episodi 1x5, 2x5 (2014-2016)
- Wasted – serie TV, episodio 1x03 (2016)
- Fleabag – serie TV, episodi 1x01-1x03 (2016)
- Sally4Ever – serie TV, episodio 1x01 (2018)
- Stath Lets Flats – serie TV, 18 episodi (2018-2021)
- Quattro matrimoni e un funerale (Four Weddings and a Funeral) – miniserie TV (2019)
- Miracle Workers – serie TV, 6 episodi (2020)
- The Great – serie TV, 4 episodi (2020)
- Afterparty – serie TV, 9 episodi (2022-2023)

### Doppiatore
- Sherlock Gnomes, regia di John Stevenson (2018)
- Una notte al museo - La vendetta di Kahmunrah (Night at the Museum: Kahmunrah Rises Again), regia di Matt Danner (2022)

## Doppiatori italiani
Nelle versioni in italiano delle opere in cui ha recitato, Jamie Demetriou è stato doppiato da:
- Andrea Mete in Game Over Man!, Crudelia
- Oreste Baldini in Pinocchio
- Gabriele Lopez in Afterparty
- Gabriele Sabatini in Fleabag
- Gianluca Cortesi in Barbie
- Edoardo Stoppacciaro in Back in Action

Da doppiatore è sostituito da
- Andrea Mete in Una notte al museo - La vendetta di Kahmunrah
- Massimo Lodolo in Sherlock Gnomes